# Gerovása-Trózena
Gerovása-Trózena (grec moderne : Γεροβάσα-Τρόζενα) est un village de Chypre de plus de 0 habitant.